# The Company You Keep (película)
The Company You Keep (Pacto de silencio en España, Causas y consecuencias en Argentina, y, La ley del silencio en Chile) es una película estadounidense de thriller de 2012 dirigida y protagonizada por Robert Redford, junto a Shia LaBeouf, Julie Christie y Susan Sarandon.
El título original puede ser traducido literalmente como "La compañía que mantienes" y figurativamente como "Dime con quien andas", parte de un refrán en inglés análogo al famoso en español: "dime con quién andas y te diré quién eres".

## Argumento
Jim Grant es un abogado y un padre viudo que vive en las afueras de Albany (Nueva York) con su hija. Su vida cambia cuando un periodista llamado Ben Shepard desvela su verdadera identidad como un antiguo activista de los años 70, prófugo de la justicia y acusado de asesinato. Con el FBI persiguiéndolo, Jim buscará en todo el país a la persona que le puede ayudar a mostrar su inocencia.

## Reparto
- Robert Redford como Jim Grant/Nick Sloan.
- Shia LaBeouf como Ben Shepard.
- Julie Christie como Mimi Lurie.
- Susan Sarandon como Sharon Solarz.
- Jackie Evancho como Isabel Grant.
- Brendan Gleeson como Henry Osborne.
- Brit Marling como Rebecca Osborne.
- Anna Kendrick como Diana.
- Terrence Howard como Cornelius.
- Richard Jenkins como Jed Lewis.
- Nick Nolte como Donal Fitzgerald.
- Sam Elliott como Mac Mcleod.
- Stephen Root como Billy Cusimano.
- Stanley Tucci como Ray Fuller.
- Chris Cooper como Daniel Sloan.
- Keegan Connor Tracy como la secretaria de Jim Grant.